# Rosario de Tesopaco
Rosario de Tesopaco este un municipiu în statul Sonora, Mexic.
1. ↑  Institutul național de statistică, geografie și informatică
2. ↑   https://micodigopostal.org/sonora/Rosario/ Lipsește sau este vid: |title= (ajutor)
3. ↑   http://www.snim.rami.gob.mx/ Lipsește sau este vid: |title= (ajutor)